# پرسی ادینال
پرسی ادینال (انگلیسی: Percy Addinall؛ 1888 – ۱۹۳۲ (۴۳−۴۴ سال)) بازیکن فوتبال اهل بریتانیا بود.
از باشگاه‌هایی که در آن بازی کرده‌است می‌توان به باشگاه فوتبال لینکولن سیتی و باشگاه فوتبال گرنثم تاون اشاره کرد.